# Patricia Barber
Patricia Barber (ur. 8 listopada 1955 w Chicago) – amerykańska wokalistka i pianistka jazzowa.
Urodziła się w rodzinie z tradycjami jazzowymi. Jej ojciec był saksofonistą, członkiem orkiestry Glenna Millera. Wychowała się w South Sioux City. Skończyła psychologię na uniwersytecie stanowym Iowa.
W 1984 powróciła do Chicago i zaczęła pracę w zespole klubowym Gold Star Sardine Bar. W 1988 wystąpiła ze swoim triem na Chicago Jazz Festival, a rok później na haskim North Sea Jazz Festival. W tym samym roku własnym kosztem wydała swój pierwszy album – Split (dzisiaj praktycznie niedostępny w sprzedaży i poszukiwany przez kolekcjonerów).
Debiut płytowy z prawdziwego zdarzenia – album A Distortion of Love – nastąpił dopiero w 1992. Dwa lata później artystka wydała drugą płytę – Café Blue. Był to przełomowy moment w jej karierze. Barber dostała za niego szereg nagród, została też uznana przez wpływowy magazyn Down Beat za najbardziej utalentowaną wokalistkę młodego pokolenia. Od 1994 regularnie występuje w słynnym Green Mill Club.
Kolejne albumy, Modern Cool (1998), Companion (1999), Nightclub (2000) i Verse (2002), ugruntowały pozycję Patricii na światowej scenie jazzowej.
W 2004 nagrała swoją pierwszą płytę koncertową, Live:A Forthnight in France, będącą zapisem koncertów w trzech francuskich klubach: La Cigale w Paryżu, L'Arsenal w Metz i La Coursive w La Rochelle. Znajdują się na niej zarówno własne kompozycje artystki jak i covery (m.in. piosenka Norwegian Wood pierwotnie wykonywana przez The Beatles).
Album Mythologies został nagrany z gościnnym udziałem polskiej piosenkarki jazzowej, Grażyny Auguścik. Jest to zbiór piosenek opartych na Metamorfozach Owidiusza.
Muzykę Patricii Barber cechuje nastrojowy śpiew, niski ton głosu, melancholijność, liryczność i prostota w aranżacji większości kompozycji.

## Dyskografia
- 1989 – Split
- 1992 – Distortion of Love
- 1994 – Cafe Blue
- 1998 – Modern Cool
- 1999 – Companion
- 2000 – Nightclub
- 2002 – Verse
- 2004 – Live: A Fortnight In France
- 2005 – Live: France 2004 DVD
- 2006 – Mythologies
- 2007 – The Premonition Years Box Set: 1994 – 2002
- 2008 – The Cole Porter Mix
- 2013 – Smash